# Bittgedanke, dir zu Füßen
Bittgedanke, dir zu Füßen ist ein außergewöhnliches Liebesgedicht, verfasst von Reiner Kunze in den 1980er Jahren.

## Entstehung
„Bittgedanke, dir zu Füßen“ wurde 1986 im Gedichtband eines „jeden einziges leben“ veröffentlicht. Diese Gedichtsammlung zählt zu den bedeutendsten Werken von Reiner Kunze. Sie wurde kurz nach seiner Umsiedlung aus der DDR in den Westen in die Öffentlichkeit gebracht. Dieser Standortwechsel war für Reiner Kunze eine Art „Durchatmen“ und „Loswerden des Drucks“. Diese neue Lebensfreude ließen die wohl besten Gedichte Kunzes entstehen.

## Inhalt
Das Gedicht Bittgedanke, dir zu Füßen ist eine Liebeserklärung der anderen Art auf fünf Zeilen reduziert. Zudem konfrontiert es den Leser gleichzeitig mit dem unausweichlichen Ende des Lebens jedes Menschen.
Bittgedanke, dir zu Füßen

Stirb früher als ich, um ein weniges

früher

Damit nicht du

den weg zum haus

allein zurückgehn musst

## Form
Das Liebesgedicht ist aufgebaut aus fünf Zeilen, die keinem Reimschema untergeordnet werden.  Reiner Kunze bindet sich an keine literarischen Regeln, was den freien Aufbau des Gedichtes nach sich zieht.
Die Sätze werden mit dem Zeilenumbruch unterbrochen, was als Enjambements bezeichnet wird. So enthält beispielsweise die Zeile zwei nur ein Wort. Die erste Zeile wird jedoch mitten im Satz beendet.
Das Gedicht ist im personalen Erzählverhalten geschrieben. Der implizite Leser wird deutlich mit „du“ erwähnt. Es kommt die Vermutung auf, dass es sich um eine direkte Rede handeln könnte.
Reiner Kunze setzt einen speziellen Akzent in der dritten Zeile. Er bedient sich einer Inversion zur Betonung des „du“, also der angesprochenen Person.
Die Sprache im Gedicht ist einfach und gut verständlich. Die Wortwahl und Satzbildung ist prägnant und unter dem Motto „kein Wort zu viel“ geschrieben, wonach sich Reiner Kunze bei seinen Werken richtet. Teilweise sind abgekürzte Wortformen vorhanden, was einen Einfluss von Alltagssprache ist.

## Interpretation
Das Werk Bittgedanke, dir zu Füßen ist eine Liebeserklärung in Kürze gefasst. Zugleich wird der Leser mit dem Tod konfrontiert. Das Gedankenbild einer Beerdigung, bei welcher der traurige Partner oder die Partnerin allein vom Grab zurückgeht, wird erzeugt.
Dieses Standbild bindet ein ganzes „Existenzsystem“ ein. Das Werk konfrontiert den Leser in nur fünf Zeilen mit der tragischen Seite des Lebens. Doch trotz dieser Tragik, der Unausweichlichkeit des Todes, nimmt er dem Leser die Angst vor dem Sterben.
Reiner Kunze zeigt deutlich auf, dass der Tod des Partners die schmerzlichere Zumutung für den noch lebenden ist. Mit dem Tod eines geliebten Menschen stirbt auch einen Teil in der verbliebenen Person. Eine emotionale Bindung geht damit in die Brüche. An diesem Verlust leidet der Partner oder die Partnerin des Verstorbenen. Der Tod wird im Gedicht also eher als Erlösung dargestellt, wovor der Mensch keine Angst zu haben braucht.
Reiner Kunze beleuchtet das Thema „Sterben“ von einer anderen Seite. Sie vermittelt die Tragik eines jeden Schicksals und enthält trotzdem etwas Beruhigendes.
Der eindrücklichste Teil dieses Gedichtes ist die erste Zeile mit den Worten „Stirb früher“. Auf den ersten Blick ist dies eine ungewöhnliche, unverständliche Bitte. Bei eingängiger Interpretation wird die Absicht Kunzes jedoch eindeutig.
Es handelt sich um ein gutgemeintes, voraus empfindendes Mitleid des Partners. Diese Annahme bestätigt sich in der dritten Zeile durch die Inversion. Sie erzeugt eine starke Konzentration auf das Wohlbefinden des geliebten Menschen mit der Betonung auf dem Wort „du“.
Reiner Kunze verlagert das Mitleid, das bisher immer dem Gestorbenen galt, auf den Verbliebenen. Mit dieser Bitte des Autors will er den geliebten Menschen schützen. Er will die unbequeme Situation des Alleinseins nach einem Todesfall selbst auf sich nehmen. Was also auf den ersten Blick, als völlig ungewohnt und vielleicht egoistisch aufgenommen wird, ist ein rührender Liebesbeweis. Denn wer das große Leiden des Alleinseins auf sich nimmt, ermöglicht seinem Partner in Frieden zu ruhen.
Das Gedicht lässt dem Leser die Hoffnung, dass der Tod einen Menschen erlöst. Der Tod ist weniger zu fürchten als das Leben. Auch wenn das Gedicht noch so kurz ist, zieht es eine lange Wirkung nach sich.